# Lotsväsen

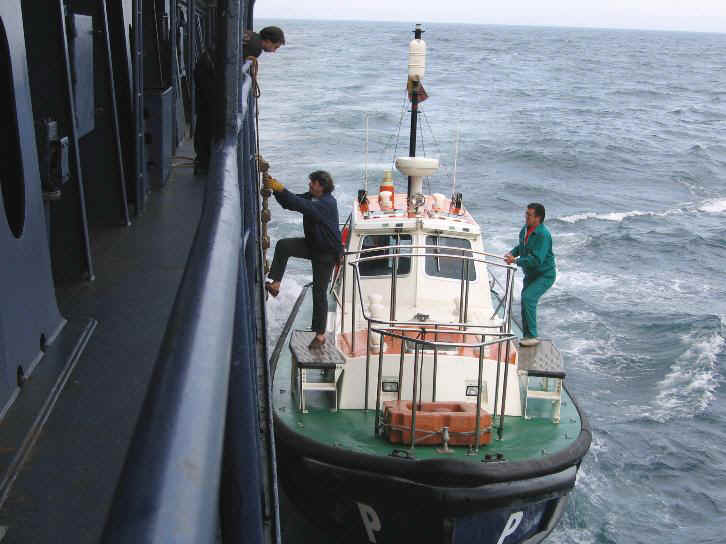
Hamnlots bordar fartyg utanför Rotterdams hamn

Lotsväsen är den form av organisation som omfattar användning av lotsar med lokalkännedom för att framföra utomifrånkommande fartyg genom svårnavigerade farvatten.
Begreppet "lots" är känt redan från 500-talet före Kristus, i Hesekiels bok i Gamla Testamentet, som benämning för en person som guidar ett skepp. Också Homeros nämner existensen av lotsar i Iliaden.
Araberna var bekanta med lotsar. Så använde till exempel Marco Polo 1275 under sin första resa till Kina arabiska lotsar. 
Vasco Da Gama använde 1498  arabiska guider vid sin resa från Godahoppsudden till Calicut i Indien.  
Från början av 1600-talet fanns lotsning reglerad genom lagstiftning i flertalet länder i Europa nationellt eller av hamnarna lokalt för att fastställa krav och ställning för lotsarna.
I Frankrike lades grunderna för regler inom lotsväsendet 1554 under Henrik III:s regim. Översynen av lotsning lades då på Admiralitetet. År 1681 fastställdes under Jean-Baptiste Colbert huvudprinciperna för lotsens respektive fartygskaptenens rättigheter och skyldigheter. Den första lotsstationen inrättades dock först 1806 under Napoleon I.

## Lotsväsen i Sverige
Huvudartikel: Lotsväsen i Sverige
Lotsväsendena i Sverige och i Finland har sina gemensamma rötter i 1500-talet, då lotshemman med skattefrihet inrättades. År 1535 inrättades lotsstationen på Landsort, vilken ibland benämns som Sveriges första lotsstation. Lotsväsendet reglerades på 1600-talet genom 1696 års Förordning angående lotsväsendet i Sverige och Finland Därmed övergick lotsarna från att vara privatföretagare till att bli kronans tjänstemän med reglerad befordringsgång.
Dessförinnan hade 1677 ett statligt lotsväsen organiserats genom inrättandet av en statlig överstyrelse för lots- och fyrväsendet. Då utnämndes assessorn vid amiralitetet  till inspektör för kronolotsarna i Stockholm-Kalmar distrikt. Lots- och fyrverket styrdes av en lotsdirektör och sorterade under Amiralitetskollegium. Dalarö blev landets första lotsplats i denna nya organiserade form.
År 1798 överfördes tillsynen av båk- och lotsinrättningarna till Styrelsen över arméns flotta. År 1872 flyttades lotsväsendet till det nyinrättade civila ämbetsverket Kungliga Lotsstyrelsen. År 1956 uppgick Lotsstyrelsen i det som idag heter Sjöfartsverket.